# Jantenbeek
De Jantenbeek is een korte rechter zijrivier van de Mangelbeek in het Demer-bekken. Ze is gelegen in het Lummense gehucht Genenbos tussen het Albertkanaal en de verkeerswisselaar van de E314 en E313 (het zogeheten klaverblad van Lummen). De beek ontspringt in de buurt van de "Schans van Genenbos" en wordt deels gevoed door water afkomstig van het Albertkanaal. Net voordat de Mangelbeek onder de verkeerswisselaar duikt, mondt de Jantenbeek erin uit.